# Завера: тајна прича о Протоколима сионских мудраца
Завера: тајна прича о Протоколима сионских мудраца је графички роман (роман у стрипу), последње дело америчког стрип-цртача Вила Ајзнера. Први пут је објављен 2005. године, а Ајзнер га је радио последње две године свог живота. Објављен је после Ајзнерове смрти.
Роман представља покушај да се разбије мит о постојању наводне јеврејске и масонске завере да се завлада светом, промовисан почетком 20. века у антисемитском памфлету под називом Протоколи сионских мудраца.

## О роману
Завера: тајна прича о Протоколима сионских мудраца је последње Ајзнерово дело, графички роман ком је посветио последње две године живота. То је историјска новела о настанку и последицама које је изазвао антисемитски памфлет Протоколи сионских мудраца о наводној јеврејској и масонској завери. Вил Ајзнер, пореклом Јеврејин, је рад на овом делу сматрао једним од најважнијих задатака у читавој својој каријери. Подршку у овом подухвату пружио му је и прослављени италијански књижевник и интелектуалац светског угледа Умберто Еко, који је написао предговор за Заверу.
Узнемирен чињеницом да су Протоколи сионских мудраца, који су се схватали као дословни планови јеврејских вођа о преузимању света, наставили да се издају и шире међу милионима људи широм света, Ајзнер се надао да ће његова графичка новела зауставити ту измишљотину. Смишљени као антисемитска пропаганда, којој је био циљ да скрене пажњу са репресивне политике цара Николоја II, Протоколи су први пут објављени у Русији 1905. године. Но, тај фалсификат је постигао много више него што су биле почетне амбиције његових твораца. С временом, ова лаж је постала општеприхваћена и нико није могао да заустави даље објављивање тог дела. У свом графичком роману Ајзнер представља целу поворку историјских личности, почевши од цара Николаја II, до Адолфа Хитлера и Хенрија Форда. Нажалост, Ајзнер је умро пре него што је могао да види да ли ће његова графичка новела имати учинак ком се надао, а желео је само једно: да Завера – тајна причао протоколима сионских мудраца буде „још један ексер у сандуку те страшне вампирске преваре“.
У Уводу у ово дело Умберто Еко је написао:
| „ | Најчуднији аспект Протокола сионских мудраца не лежи толико у историји његовог настанка колико у историји његове рецепције. Да је ово дело производ великог броја тајних служби и полиције из барем три различите земље, састављено из колажа најразличитијих текстова, сада је већ добро позната чињеница — а Вил Ајзнер је износи у целини, узимајући у обзир и најновија истраживања. ... Уверен сам — упркос овој храброј, не комичној већ трагичној Ајзнеровој књизи — да је та прича још врло актуелна. Ради се о причи коју вреди испричати, јер се морамо борити против Велике лажи и мржње коју шири | ” |